# Chloropicus xantholophus
A Chloropicus xantholophus a madarak (Aves) osztályának harkályalakúak (Piciformes) rendjébe, ezen belül a harkályfélék (Picidae) családjába tartozó faj.

## Rendszerezése
A fajt Edward Hargitt skót ornitológus írta le 1883-ban, a Dendropicus nembe Dendropicus xantholophus néven. Sorolták a  Thripias nembe is, Thripias xantholophus neven.

## Előfordulása
Afrika középső részén, Angola, Dél-Szudán, Gabon, Kamerun, Kenya, a Kongói Demokratikus Köztársaság, a Kongói Köztársaság, a Közép-afrikai Köztársaság, Nigéria, Szudán, Tanzánia és Uganda területén honos.
Természetes élőhelyei a szubtrópusi vagy trópusi száraz erdők, síkvidéki és hegyi esőerdők és ültetvények. Állandó, nem vonuló faj.

## Megjelenése
Átlagos testhossza 25 centiméter, testtömege 50-73 gramm. A háti tollazata és a szárnyai zöldesek, a nyaka és a feje zöldesen és szürkésen tarkított, míg a feje teteje narancssárgás-vöröses.

## Természetvédelmi helyzete
Az elterjedési területe rendkívül nagy, egyedszáma pedig  stabil. A Természetvédelmi Világszövetség Vörös listáján nem fenyegetett fajként szerepel.